# Ambil
Ambil es una localidad del departamento General Ocampo, provincia de La Rioja, Argentina.
Se encuentra sobre la Ruta Nacional 79.

## Geografía

### Población
Cuenta con 214 habitantes (Indec, 2010), lo que representa un descenso del 24% frente a los 283 habitantes (Indec, 2001) del censo anterior.
| Gráfica de evolución demográfica de Ambil entre 1991 y 2010 |
|                                                             |
| Fuente: Censos nacionales del INDEC                         |

## Historia

### Iglesia de Ambil
La localidad se destaca por las ruinas de su capilla, obra de Desiderio Tello construida en 1894, que ha resistido tanto a las consecuencias del terremoto de San Juan de 1944 como al terremoto de Caucete de 1977. Forma parte del circuito Iglesias al costado del camino de hierro, que también conforman otras edificaciones religiosas de Los Tellos, Desiderio Tello, Nepes, Chamical, Patquía, Castro Barros y Chañar Viejo.

### Sismicidad
La sismicidad de la región de La Rioja es frecuente y de intensidad baja, y un silencio sísmico de terremotos medios a graves cada 30 años en áreas aleatorias. Sus últimas expresiones se produjeron:
- 12 de abril de 1899 (126 años), a las 16.10 UTC-3 con 6,4 Richter; como en toda localidad sísmica, aún con un silencio sísmico corto, se olvida la historia de otros movimientos sísmicos regionales (terremoto de La Rioja de 1899)
- 24 de octubre de 1957 (67 años), a las 22.07 UTC-3 con 6,0 Richter (terremoto de Villa Castelli de 1957): además de la gravedad física del fenómeno se unió el olvido de la población a estos eventos recurrentes
- 28 de mayo de 2002 (22 años), a las 0.03 UTC-3, con 6,0 escala Richter (terremoto de La Rioja de 2002)[3]